# دوغ جارفيس
دوغ جارفيس هو لاعب هوكي الجليد كندي، ولد في 24 مارس 1955 في برانتفورد في كندا.

## وصلات خارجية
- دوغ جارفيس على موقع دوري الهوكي الوطني (الإنجليزية)
- دوغ جارفيس على موقع قاعة مشاهير الهوكي (لاعب أن.إتش.أل) (الإنجليزية)
- دوغ جارفيس على موقع EliteProspects.com (الإنجليزية)
- دوغ جارفيس على موقع HockeyDB.com (الإنجليزية)
- دوغ جارفيس على موقع Hockey-Reference.com (الإنجليزية)